# Alta Padovana Tour
L'Alta Padovana Tour est une course cycliste italienne disputée au mois de mai autour de Cittadella, en Vénétie. Créée en 2002, elle est organisée par le Veloce Club Tombolo.
Durant son existence, cette épreuve fait partie du calendrier régional de la Fédération cycliste italienne, en catégorie 1.19. Elle est par conséquent réservée aux coureurs espoirs (moins de 23 ans) ainsi qu'aux élites sans contrat.

## Histoire
L'édition 2010 est suspendue en raison du mauvais temps. 
En 2016, elle célèbre sa quinzième édition. En 2020, c'est la pandémie de Covid-19 qui contraint les organisateurs à annuler la course.

## Parcours
La course se déroule sur un circuit urbain entièrement plat. 

## Palmarès
| Année | Vainqueur                          | Deuxième             | Troisième         |
| ----- | ---------------------------------- | -------------------- | ----------------- |
| 2002  | Mauro Busato                       | Marco Righetto       | Luca Capuzzo      |
| 2003  | Yuriy Ivanov                       | Enrico Gasparotto    | Michele Milan     |
| 2004  | Mattia Gavazzi                     | Fabio Artico         | Wilfried Marget   |
| 2005  | Emiliano Donadello Wilfried Marget |                      | Saveriano Sangion |
| 2006  | Emiliano Donadello                 | Roberto Ferrari      | Roberto Longo     |
| 2007  | Gabriele Tassinari                 | Gianpolo Biolo       | Manuele Boaro     |
| 2008  | pas de course                      | pas de course        | pas de course     |
| 2009  | Elia Viviani                       | Matteo Pelucchi      | Marco Benfatto    |
| 2010  | suspendue                          | suspendue            | suspendue         |
| 2011  | Paolo Simion                       | Davide Gomirato      | Davide Girlanda   |
| 2012  | Andrea Peron                       | Alex Buttazzoni      | Emiliano Stojku   |
| 2013  | Michael Bresciani                  | Fabio Chinello       | Nicola Ruffoni    |
| 2014  | Nicola Toffali                     | Matvey Nikitin       | Alessandro Forner |
| 2015  | Marco Gaggia                       | Nicola Da Dalt       | Nicola Rossi      |
| 2016  | Nicolò Rocchi                      | Uladzimir Harakhavik | Filippo Rocchetti |
| 2017  | Simone Bevilacqua                  | Moreno Marchetti     | Gregorio Ferri    |
| 2018  | Leonardo Fedrigo                   | Gianmarco Begnoni    | Giovanni Lonardi  |
| 2019  | Enrico Zanoncello                  | Gianmarco Begnoni    | Alessio Brugna    |
| 2020  | annulé                             | annulé               | annulé            |
| 2024  | Simone Buda                        | Francesco Lonardi    | Matteo Baseggio   |